# Tsung-Dao Lee
Tsung-Dao Lee  李政道 (Shanghái, 24 de noviembre de 1926-San Francisco, California, 4 de agosto de 2024) fue un físico chino cuyas teorías guiaron la investigación de la física nuclear durante la segunda mitad del siglo XX. Encontró incoherencias en el principio de paridad e inició el desarrollo de una teoría unificadora de la naturaleza de las partículas subatómicas.
En 1957 recibió, junto a Chen Ning Yang, el premio Nobel de Física por sus trabajos con las partículas subatómicas.